# Peter Turrini
Pour l’article ayant un titre homophone, voir Turini.
Compléments
Académie allemande pour la langue et la littérature
Peter Turrini, né le 26 septembre 1944 à Sankt Margarethen im Lavanttal (aujourd'hui quartier de Wolfsberg), est un écrivain autrichien.

## Biographie
Peter Turrini écrit des pièces de théâtre, des pièces radiophoniques, des poèmes et des essais.

## Œuvres traduites en français
- Tango viennois. Joseph et Marie [« Josef und Maria »], adapt. de Henri Christophe, Paris, Éditions Papiers, coll. « Théâtre », 1986, 32 p.  (ISBN 2-86943-026-4)
- Éléments moins performants [« Die Minderleister »], trad. de Henri Christophe, Arles, France, Actes Sud, coll. « Papiers », 1990, 106 p.  (ISBN 2-86943-261-5)
- L’Embrasement des Alpes [« Alpenglühen »], trad. de Henri Christophe, Arles, France, Actes Sud, coll. « Papiers », 1993, 39 p.  (ISBN 2-86943-386-7)
- La Bataille de Vienne, suivi de Enfers et damnation, [« Die Schlacht um Wien », « Tod und Teufel »], trad. de Henri Christophe, Arles, France, Actes Sud, coll. « Papiers », 1997, 101 p.  (ISBN 2-7427-0443-4)
- La Chasse aux rats, suivi de Enfin la fin [« Rozznjogd », « Endlich Schluss »], trad. de Henri Christophe, Arles, France, Actes Sud, coll. « Papiers », 1998, 61 p.  (ISBN 2-7427-1492-8)
- Quelques pas en arrière, suivi de Au nom de l’amouret de Poèmes épars [« Ein Paar Schritte zurück », « Im Namen der Liebe »], dess. de Frédéric de Boccard, Renaud Jacquier Stajnowicz, Thierry Xavier, trad. de Henri Christophe, Lyon, France, Éditions Le Bel aujourd’hui, coll. « Poésie », 1999, 185 p.  (ISBN 2-911976-07-X)
- J’aime ce pays, suivi de L’Amour à Madagascar [« Ich liebe dieses Land », « Die Liebe in Madagaskar »], trad. de Henri Christophe, Arles, France, Actes Sud, coll. « Papiers », 2002, 87 p.  (ISBN 2-7427-3881-9)
- Tango viennois. Joseph et Marie [« Josef und Maria »], nouvelle version, trad. de Henri Christophe, Arles, France, Actes Sud, coll. « Papiers », 2002, 37 p.  (ISBN 2-7427-4165-8)
- Le Géant de Kaillass, suivi de La Fête du cochon [« Der Riese von Steinfeld », « Sauschlachten »], trad. de Henri Christophe, Arles, France, Actes Sud, coll. « Papiers », 2004, 94 p.  (ISBN 2-7427-5275-7)
- À la tombée de la nuit [« Bei Einbruch der Dunkelheit »], trad. de Henri Christophe, Arles, France, Actes Sud, coll. « Papiers », 2008, 56 p.  (ISBN 978-2-7427-8008-2)

## Récompenses et distinctions
- 2011 : Prix Nestroy de Théâtre pour l'ensemble de son œuvre